# Hollywood Raw
Hollywood Raw: The Original Sessions é um álbum da banda L.A. Guns, gravado em 1987 e lançado somente em 2004. Re-gravadas algumas versões das mesmas que apareceram no primeiro álbum da banda, L.A. Guns.
Collector's Edition No. 1 foi re-lançado como CD bônus com este álbum.

## Canções
1. "Soho"
2. "Nothing to Lose"
3. "Bitch Is Back"
4. "Down in the City"
5. "Electric Gypsy"
6. "Instrumental"
7. "Guilty"
8. "Hollywood Tease"
9. "Sex Action"
10. "Midnight Alibi"
11. "One More Reason"
12. "One Way Ticket"
13. "Shoot for Thrills"
14. "Winter's Fool"
15. "Alice in the Wasteland"